# Juke Box Jenny
Juke Box Jenny é um filme musical estadunidense dirigido por Harold Young e estrelado por Ken Murray e Harriet Hilliard. Foi lançado em 27 de março de 1942, pela Universal Pictures. 

## Elenco
- Ken Murray ...Malcolm Hammond
- Harriet Hilliard ...Genevieve Horton
- Iris Adrian ...Jinx Corey
- Don Douglas ...Roger Wadsworth
- Marjorie Gateson ...Sra. Horton
- Sig Arno ...Randini
- Charles Halton ...juiz
- William Ruhl ...advogado de Jinx
- Claire Du Brey ...Miss Carruthers